# Il nome del vento (album)
Il nome del vento è il quarto album musicale dei Delirium uscito nel 2009.

## Descrizione
Il nome del vento è il quarto album da studio pubblicato dal gruppo genovese Delirium nel 2009, a distanza di 35 anni dall'ultimo disco di inediti. Il gruppo ritorna e stupisce per l'inspirazione e la linfa vitale che si può ascoltare nelle undici tracce registrate. Le tastiere e il flauto riprendono stilisticamente l'ultimo lavoro, del lontano 1974, e ci introducono verso l'evoluzione del nuovo. L’Intro, la prima traccia del disco, ci introduce ad atmosfere surreali e quasi incantate per poi giungere a Verso il naufragio, brano nel quale la fa da padrone il sax di Grice, per poi evolversi in un tributo a Theme One dei Van der Graaf Generator. Non poteva mancare il lavoro creativo di gruppo che viene espresso nel brano Dopo il vento. L'album è stato registrato da Verdiano Vera nello storico studio di registrazione Mediatech Communication, ed è stato mixato e masterizzato da Verdiano Vera allo Studio Maia di Genova.

## Tracce
1. Intro – 1:20
2. Il nome del vento – 6:00
3. Verso il naufragio – 6:37
4. L'acquario delle stelle – 6:11
5. Luci lontane – 4:15
6. Profeta senza profezie – 4:21
7. Ogni storia – 5:02
8. Note di tempesta – 4:29
9. Dopo il vento – 9:41
10. Cuore sacro – 6:49

## Bonus
1. L'aurora boreale - 4:16

## Video
1. L'acquario delle stelle - 6:11

## Formazione
- Ettore Vigo - pianoforte, organo Hammond, Moog, Fender Rhodes, mellotron
- Pino Di Santo - batteria, percussioni, voce
- Martin Frederick Grice - flauti, sax baritono, tenore e contralto, tastiere
- Roberto Solinas - chitarre, voce
- Fabio Chighini - basso
- Mimmo Di Martino - voce (in Il nome del vento)
- Mauro La Luce - soggetto e testi
- Chiara Giacobbe - violino
- Diana Tizzani - violino
- Simona Merlano - viola
- Daniela Helmy Caschetto - violoncello

Altri musicisti
- Sophya Baccini - cori
- Stefano "Lupo" Galifi - voce (in Profeta senza profezie)
- Valentino Vera - pianto (in Note di tempesta)